# Erich Drach
Erich Drach (* 26. April 1885 in München; † 15. Juli 1935 in Berlin) war ein deutscher Germanist. Er begründete die Sprecherziehung als eigene Disziplin und ist einer der wichtigsten Wegbereiter der heutigen Sprechwissenschaft.

## Leben
Erich Drach war ein Sohn des Schauspielerpaares Anna Maria und Emil Drach. Nachdem er 1903 am Königlichen Maximiliansgymnasium in München die Hochschulreife erlangt hatte, studierte er Deutsche Philologie an der Ludwig-Maximilians-Universität in München. 1908 promovierte er bei Franz Muncker mit einer Dissertation über Ludwig Tiecks Bühnenreform. Im gleichen Jahr heiratete er in München Maria Streibl. Anschließend besuchte er die Schauspielschule Max Reinhardts. Bis 1914 spielte er als erster Held an den Theatern Heidelberg, Oldenburg und Lübeck.
Aus dem Frontdienst im Ersten Weltkrieg wurde Drach nach kurzer Zeit wegen eines Herzleidens entlassen. Er widmete sich dann  Studien der Anatomie und Physiologie von Stimme und Sprache bei dem HNO-Arzt und Stimmphysiologen Theodor Flatau. Ab 1915 unterrichtete Drach als Oberlehrer an Gymnasien in Bayern und Preußen sowie als Leiter des Seminars für Berufssprecher am neu eröffneten Berliner Zentralinstitut für Erziehung und Unterricht. 1917 wurde seine erste Ehe geschieden und er heiratete in Breslau die Opernsängerin Margareta Valeska Martini. Aus beiden Ehen hatte er jeweils einen Sohn. Drach wurde 1917 als Nachfolger Emil Milans Lektor für Sprechkunde und Vortragskunst an der Friedrich-Wilhelms-Universität zu Berlin. Zusammen mit Friedrich Buch (Oberlehrer in Jena), Albert Fischer (Intendant des Stadttheaters Bonn), Ewald Geißler (Lektor an der Universität Erlangen), Martin Seydel (Universität Leipzig) und Richard Wittsack (Universität Halle) gründete Drach 1920 die Arbeitsgemeinschaft der wissenschaftlich gebildeten Fachvertreter der Stimmkunde, Vortragslehre und Sprachkunst. Von 1922 bis 1933 war Drach zudem als außerordentlicher Lehrer für Sprechkunde an der Staatlichen Akademie für Kirchen- und Schulmusik Berlin tätig.
1922 veröffentlichte Drach das Buch Sprecherziehung, das bis 1953 in 12 Auflagen erschien. Sein Ansatz stand unter dem Leitwort „Erziehung zum Sprechen durch das Sprechen“. Drach arbeitete an den Richtlinien für die Lehrpläne der höheren Schulen Preußens mit, in denen verbindliche Sprecherziehung gefordert wurde. Aus der Arbeit am Zentralinstitut für Erziehung und Unterricht zog er sich 1925 zurück, die Leitung der dortigen Sprecherziehung übergab er an seinen Schüler Hans Lebede. Beim II. Internationalen Kongresses für Logopädie und Phoniatrie im Juli 1926 in Wien gehörte Drach dem Präsidium an, danach war er Mitglied der Internationalen Gesellschaft für Logopädie und Phoniatrie.
Zum 1930 von Walther Hofstaetter und Ulrich Peters herausgegebenen Sachwörterbuch der Deutschkunde trug Drach mehrere Artikel bei. Er initiierte eine vom Zentralinstitut getragene Tagung zu „Stimme und Sprache“, die im November 1930 in Berlin stattfand. Im Anschluss daran fand die erste Sitzung des Deutschen Ausschußes für Sprechkunde und Sprecherziehung (DAfSuS) statt, dessen 1. Vorsitzender Drach bis 1933 war. Der Ausschuss bot eine „Prüfung für freiberufliche Sprecherzieher“ an. Er war die Vorläuferorganisation der heutigen Deutschen Gesellschaft für Sprechwissenschaft und Sprecherziehung (DGSS). Drach wirkte im Beraterausschus für Theodor Siebs’ Deutsche Bühnenaussprache mit.
Drach war von 1923 bis ca. 1931 Mitglied der SPD. Bei der Reichstagswahl im Juli 1932 wählte er nach eigenen Angaben erstmals die NSDAP. Nach der Machtübernahme der Nationalsozialisten trat er zum 1. Mai 1933 der NSDAP bei (Mitgliedsnummer 3.065.569). Im Juni 1933 wurde er Leiter der Arbeitsstelle für Deutsche Sprachpflege in der Abteilung Kultur des SS-Rasse- und Siedlungshauptamts. Sein Fachkollege Maximilian Weller, ebenfalls Gründungsmitglied des DAfSuS und bereits seit 1931 NSDAP-Mitglied, wurde in dieser Zeit Reichsobmann für Sprachfragen der Reichsfachschaft Hochschullehrer im Nationalsozialistischen Lehrerbund (NSLB) und ernannte Drach zu seinem Stellvertreter. Im Dezember 1933 übernahm Weller die Führung des DAfSuS und schaltete ihn unter Einführung des Führerprinzips und Ariergrundsatzes gleich. Drach protestierte gegen die Ernennung Wellers und schlug stattdessen eine kollegiale Führung des Ausschusses vor. Weller denunzierte daraufhin Drach bei der Reichsleitung des NSLB als „frankophilen Marxisten“ und „ausgesprochenen Vertreter des liberalistisch-marxistischen Systems“, unter seinem Vorsitz sei der DAfSuS „fortwährend untereinander verzankt und total aktionsunfähig“ gewesen. Drach verlor infolgedessen seine Stelle bei der Akademie für Kirchen- und Schulmusik, auch aus der Tätigkeit für den DAfSuS zog er sich zurück.
In seinen Grundgedanken der deutschen Satzlehre, die 1937 postum erschienen, formulierte Drach das Feldermodell des deutschen Satzes. An Krebs erkrankt starb er am 15. Juli 1935 nach einer Gallenoperation.

## Veröffentlichungen (Auswahl)
- Sprecherziehung. Diesterweg, Frankfurt am Main 1922.
- Die redenden Künste. Quelle & Meyer, Leipzig 1926.
- Der künstlerische Vortrag. Quelle und Meyer, Leipzig 1927.
- Sprecherische Gestaltungslehre. In: Hans Lebede: Sprecherziehung, Rede, Vortragskunst. 1930, S. 24–70.
- Deutsche Aussprachelehre für den Gebrauch im Ausland. Diesterweg, Frankfurt am Main 1931.
- Redner und Rede. Hans Bott, Berlin 1932.
- Grundgedanken der deutschen Satzlehre. Diesterweg, Frankfurt am Main 1937 (postum erschienen).
- Die Schallplatte im deutschkundlichen Unterricht. Frankfurt am Main: Diesterweg, 1937.